# Jardinage en carrés
Pour les articles homonymes, voir Jardin (homonymie) et Carré (homonymie).
Le jardinage en carrés ou potager en carrés (Square Foot Gardening, en anglais) est une méthode contemporaine de jardinage des légumes de jardin potager, des plantes aromatiques ou des fleurs sur une subdivision optimisée de petites surfaces de formes carrées, elles-mêmes réparties sur un plus grand carré faisant office de réceptacle.

## Étymologie
« Le jardinage en carrés » ou « le potager en carrés » s’orthographient avec un « s » puisqu’il s’agit bien de plusieurs carrés mis côte-à-côte,.
On comprend ainsi que le « potager en carré » écrit sans « s » et le « potager au carré » sont des orthographes ou des expressions erronées bien qu'utilisées.
On trouve aussi d'autres termes, tels que « carré potager ».

## Histoire

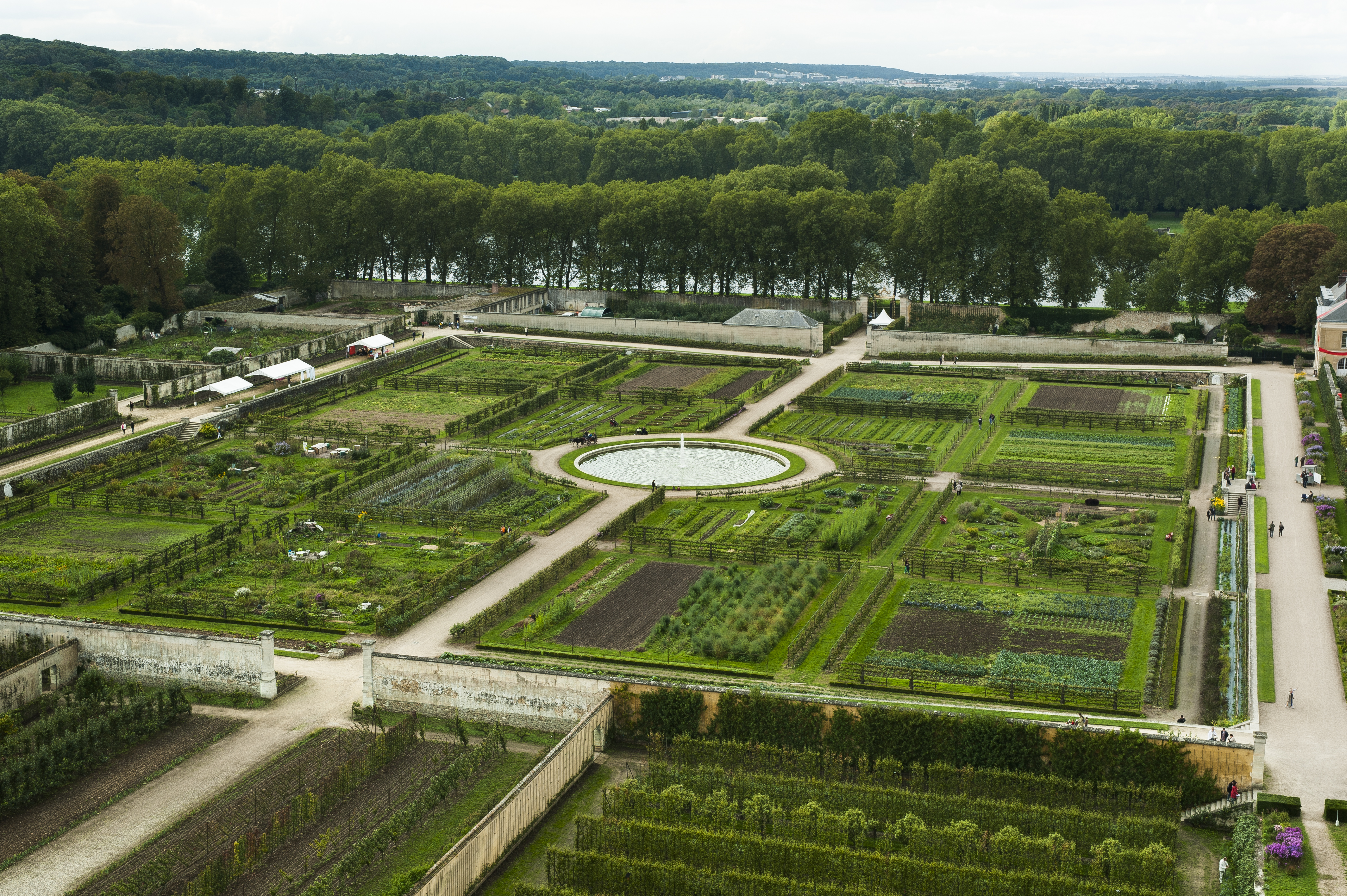
Potager du Roi en carrés, du parc du château de Versailles

Cette invention contemporaine rappelle et est inspirée des formes anciennes de jardinage en carré plus importantes et étendues des jardins de curé, jardins médiévaux et jardins médicinaux, du Moyen Âge,.

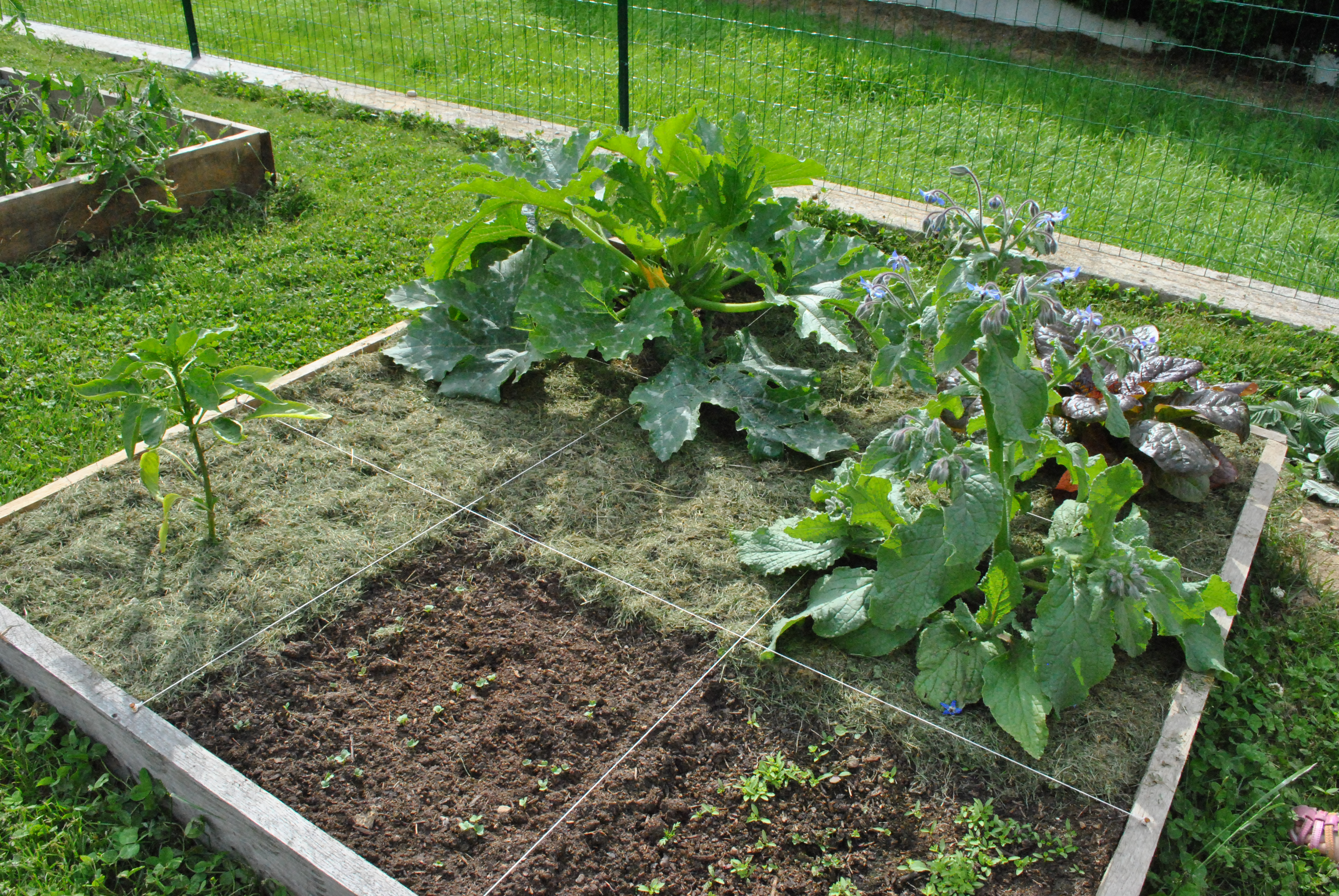
Jardin en carrés selon la « méthode française » de carrés de 40 x 40 cm.

Elle est mise au point et diffusée avec succès dans les années 1980, par l’Américain Mel Bartholomew, sous le nom de Square Foot Gardening (« jardinage sur un pied carré » traduit en français par « jardinage en carrés »). Elle préconise, à l'origine, une subdivision 16 carrés de 30 cm par 30 cm (soit un carré total de 1,20 m de côté). 
Les carrés sont regroupés pour former une « planche de cultures » traditionnellement façonnée sur cette trame de 1,20 m de côté ; sa forme peut néanmoins aussi être rectangulaire ; l’avantage de son caractère modulable permet en outre de l’adapter aux dimensions de petits jardins ou de terrasses. Il existe également une version compensatoire, surélevée, plus spécifiquement accessible aux personnes handicapées, avec une mobilité réduite.

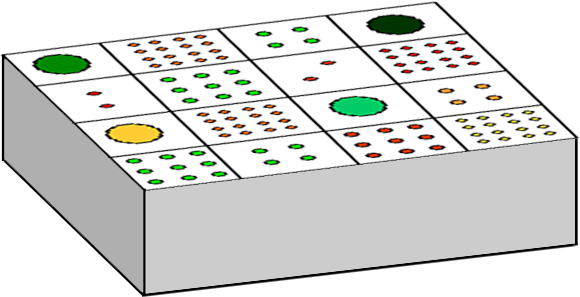
Perspective axonométrique d'un jardin en carrés de 16 carrés de 30 x 30 cm.

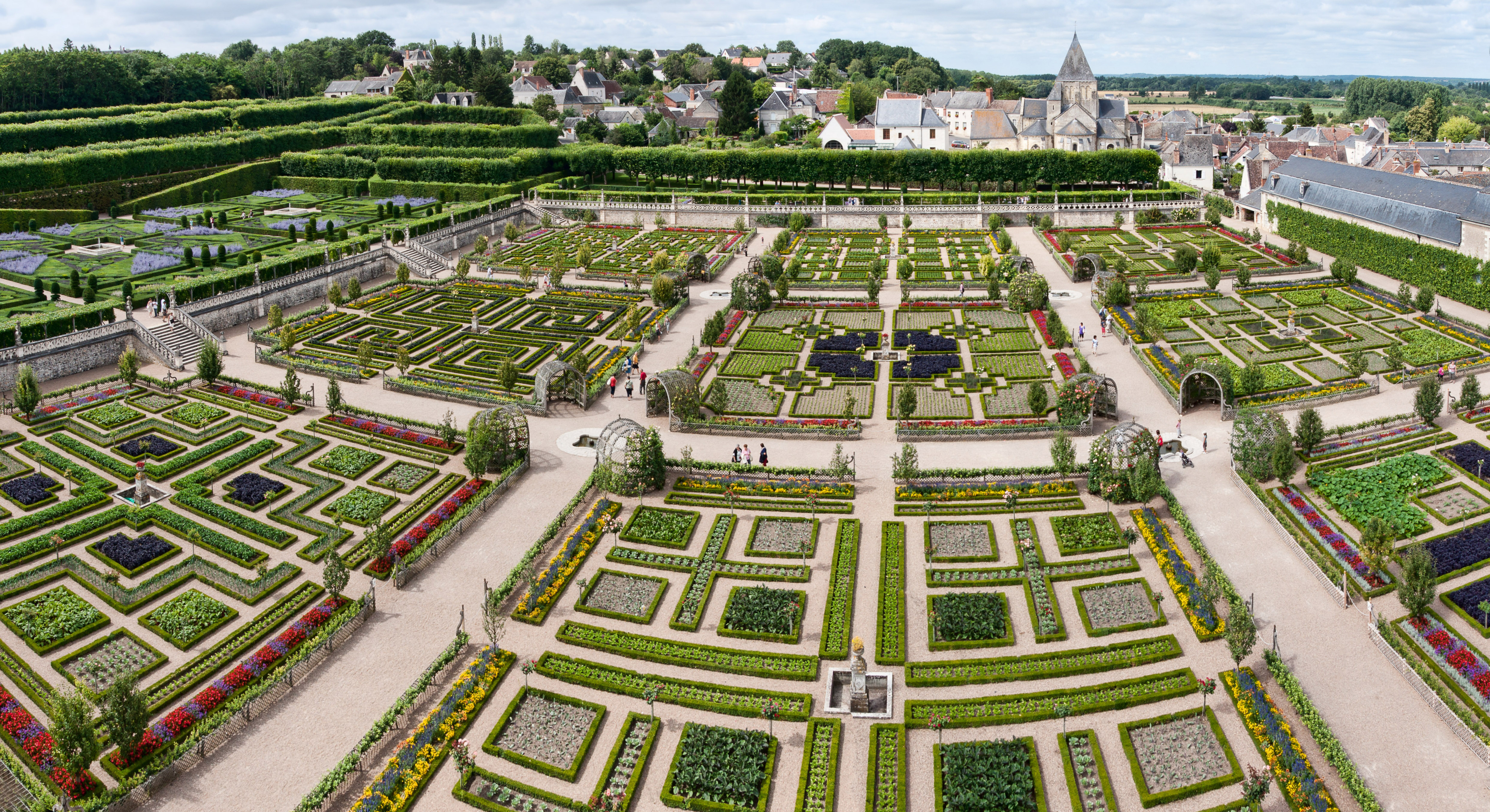
Jardin potager en carrés, du château de Villandry

Cette technique a inspiré plusieurs variantes, dont le « potager en carrés à la française, » qui préconise une répartition avec des carrés de 40 cm de côté, regroupés par 9 dans une planche de cultures, ; des schémas de semis et plantations y sont définis pour les légumes et herbes aromatiques dont la culture est adaptée à chacun d'entre eux,.

## Principes de base

### Mise en place

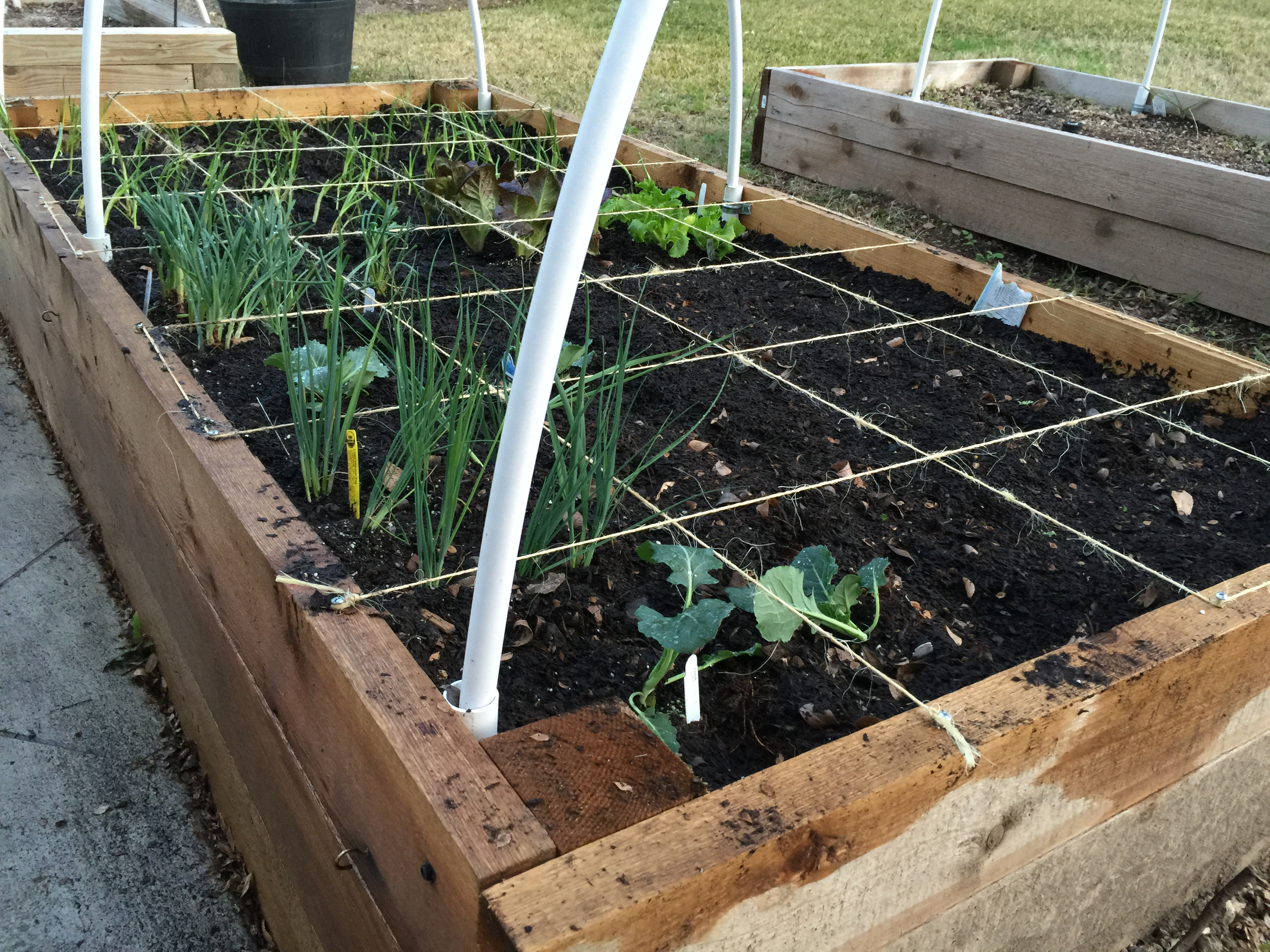

La mise en place est relativement simple. Un bac nommé « planche de cultures, » est créé en assemblant des bordures généralement en bois, ou autres matériaux équivalents,. 

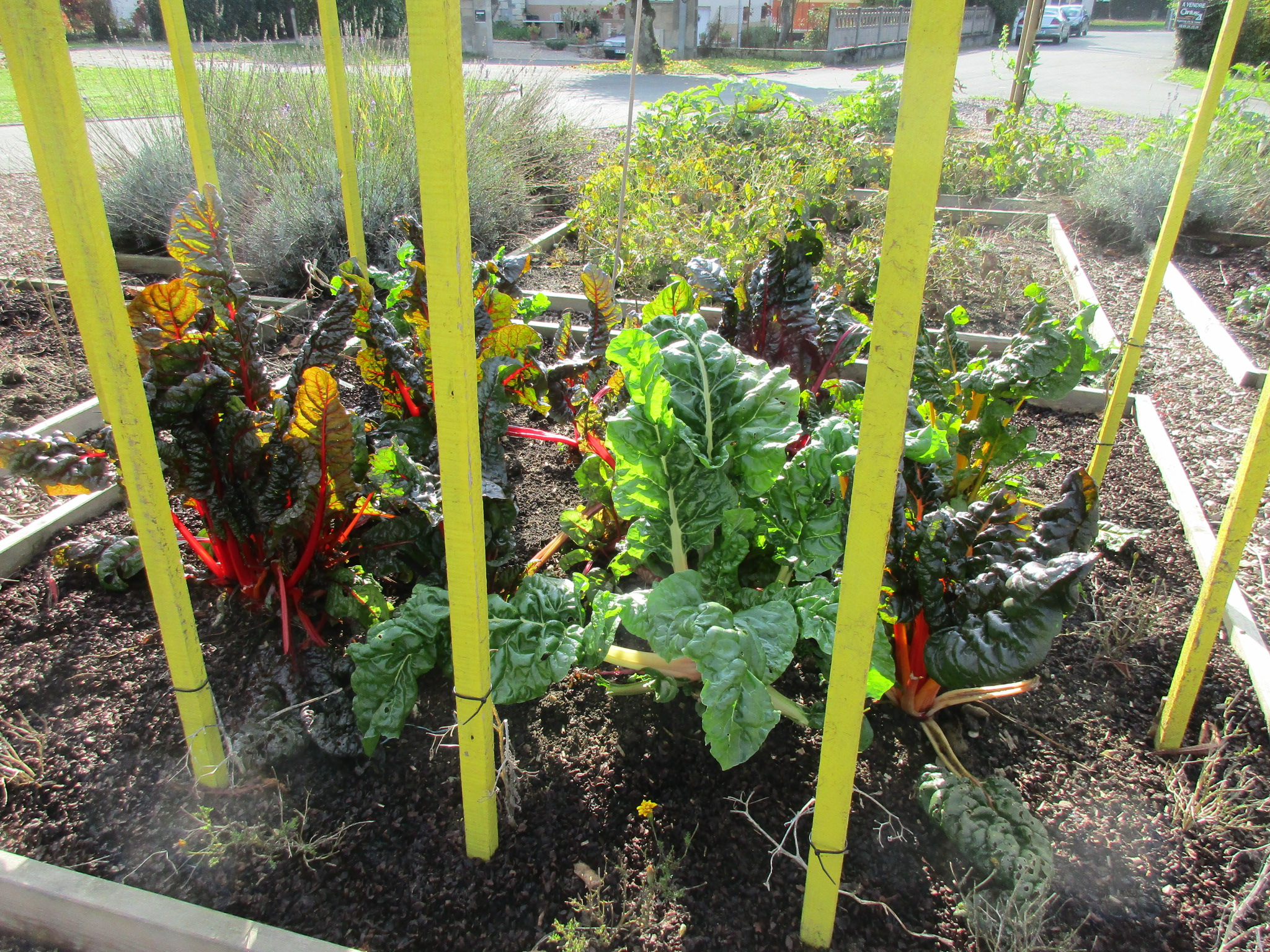

La hauteur de la planche de cultures est libre, de quelques centimètres à 30 cm. Ainsi, des potagers en carrés surélevés (60 cm) peuvent être créés de telle façon à en accroître l’ergonomie et en faciliter l’entretien, les rendant ainsi plus aisément accessibles aux personnes en situation de mobilité réduite ou de handicap,,.
Cette planche de cultures est remplie de terre ou de terreau et divisée en carrés. Par exemple, pour une planche de cultures de 1,20 m par 1,20 m : on aura 16 carrés de 30 cm par , ou 9 carrés de 40 cm par 40 cm,. Il ne s'agit pas d'une règle fixe : le nombre de carrés et de planches de cultures est adaptable en fonction des besoins et de la surface disponible,. Ces carrés peuvent être matérialisés par de la cordelette, des bambous, etc,,, ou dématérialisées. 

### Méthode culturale

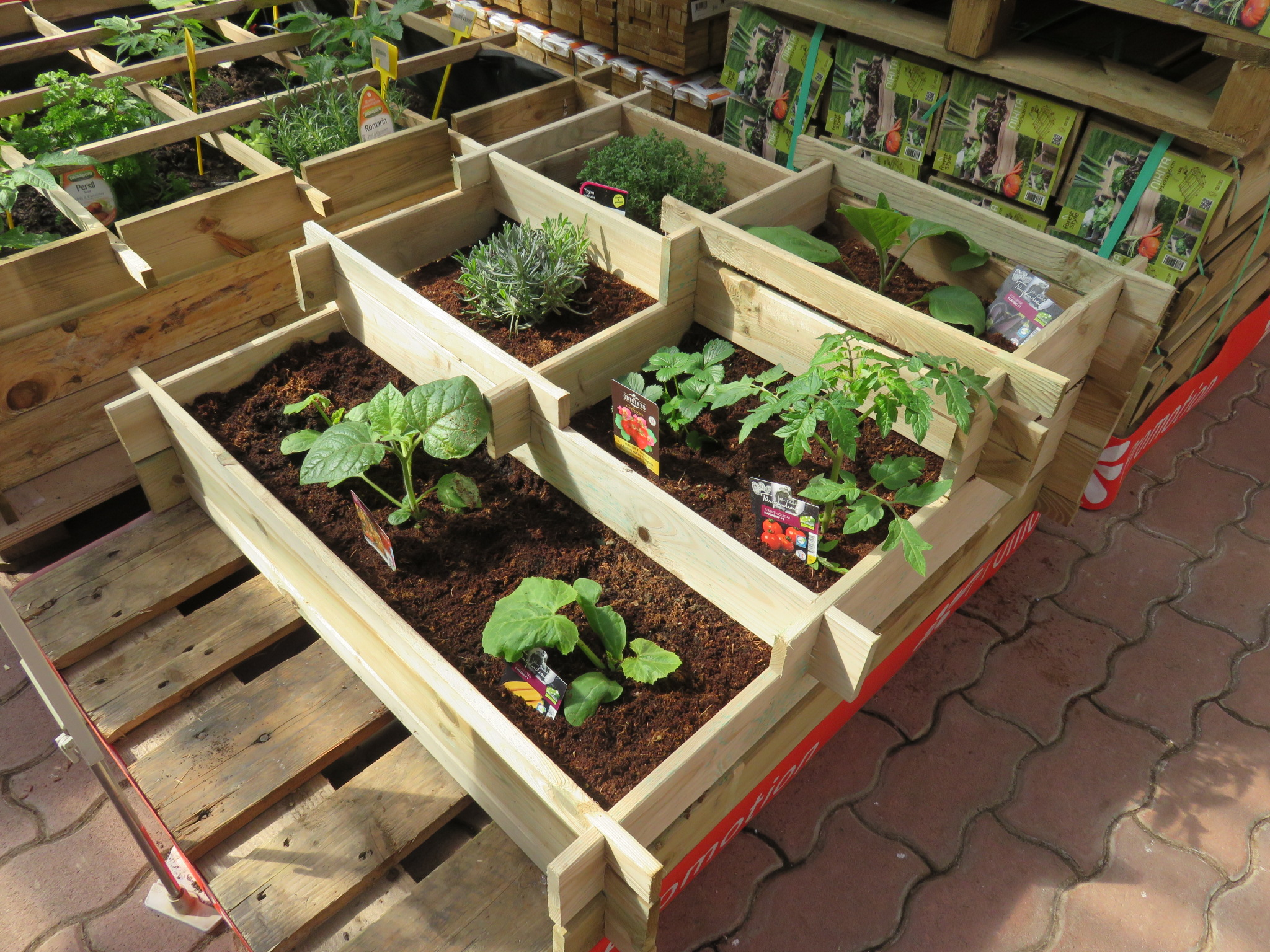

Un potager en carrés permet de cultiver, sur de petites surface, une très grande variété de légumes en quantités. Il ne s’agit pas d’un potager miniaturisé, mais d’une vraie méthode culturale ; son application préconise des quantités, des schémas de semis et plantations, qui garantissent le bon épanouissement et la santé des cultures et, par extension : leur productivité.

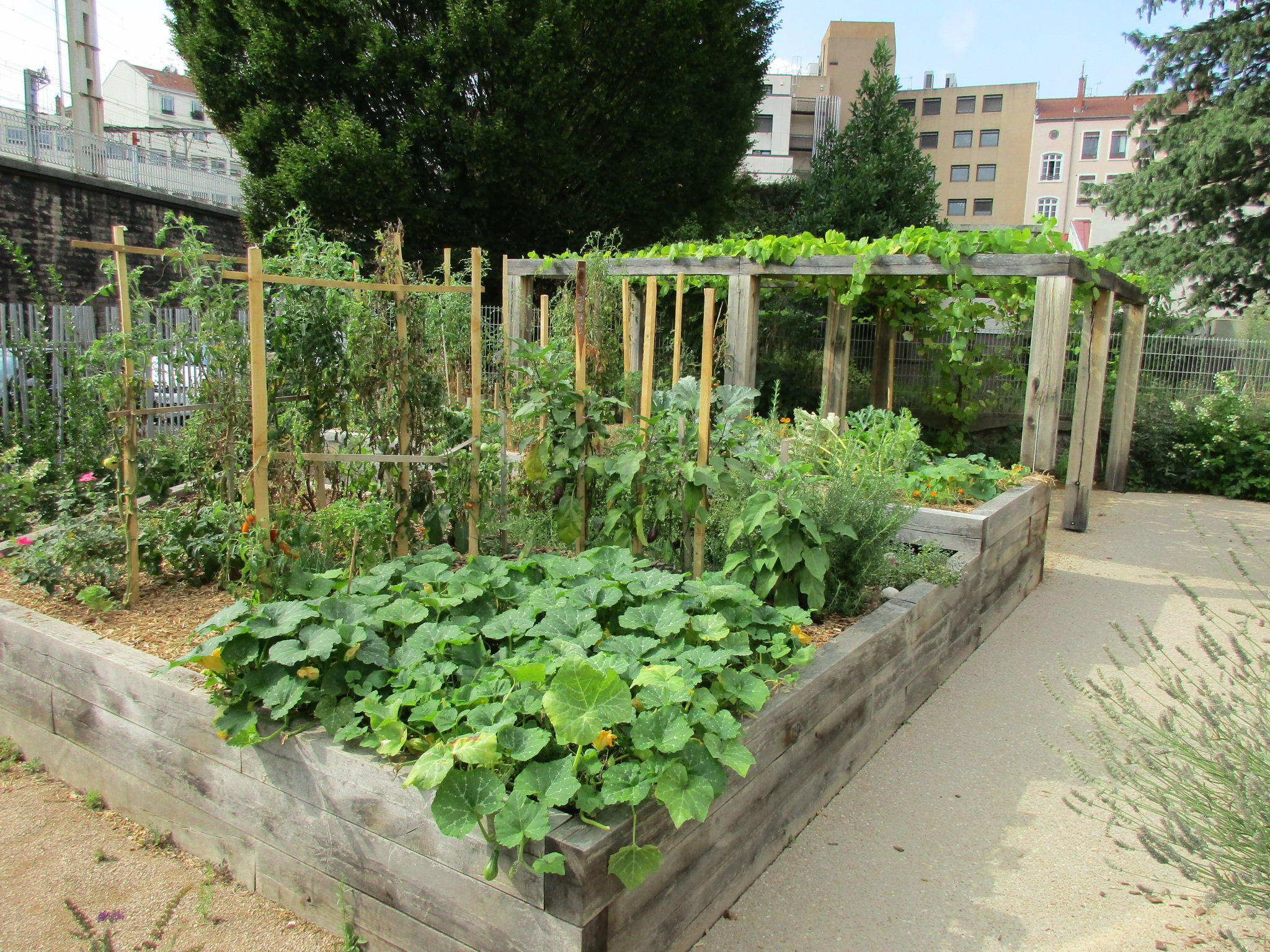

La planification est une étape importante, : elle vise à disposer correctement les cultures entre elles, pour que chacune dispose des conditions les plus propices et puisse ainsi cohabiter au mieux avec les carrés voisins (principe de culture associée). Le travail des racines des différentes plantes, associé à celui de la faune souterraine, permet de se passer de labours.
Dès qu’un carré est libéré, une nouvelle culture est semée ou plantée, en respectant le principe des rotations et des associations,.
Le jardinage en carrés requiert des attentions particulières quant à l’entretien des cultures et du sol, : l’utilisation du compost est privilégiée ; s’y ajoutent des préparations naturelles telles que l’extrait fermenté d’orties) ou de fertilisants naturels, la préservation de la biodiversité du milieu naturel étant favorisée par la présence d’insectes auxiliaires,.

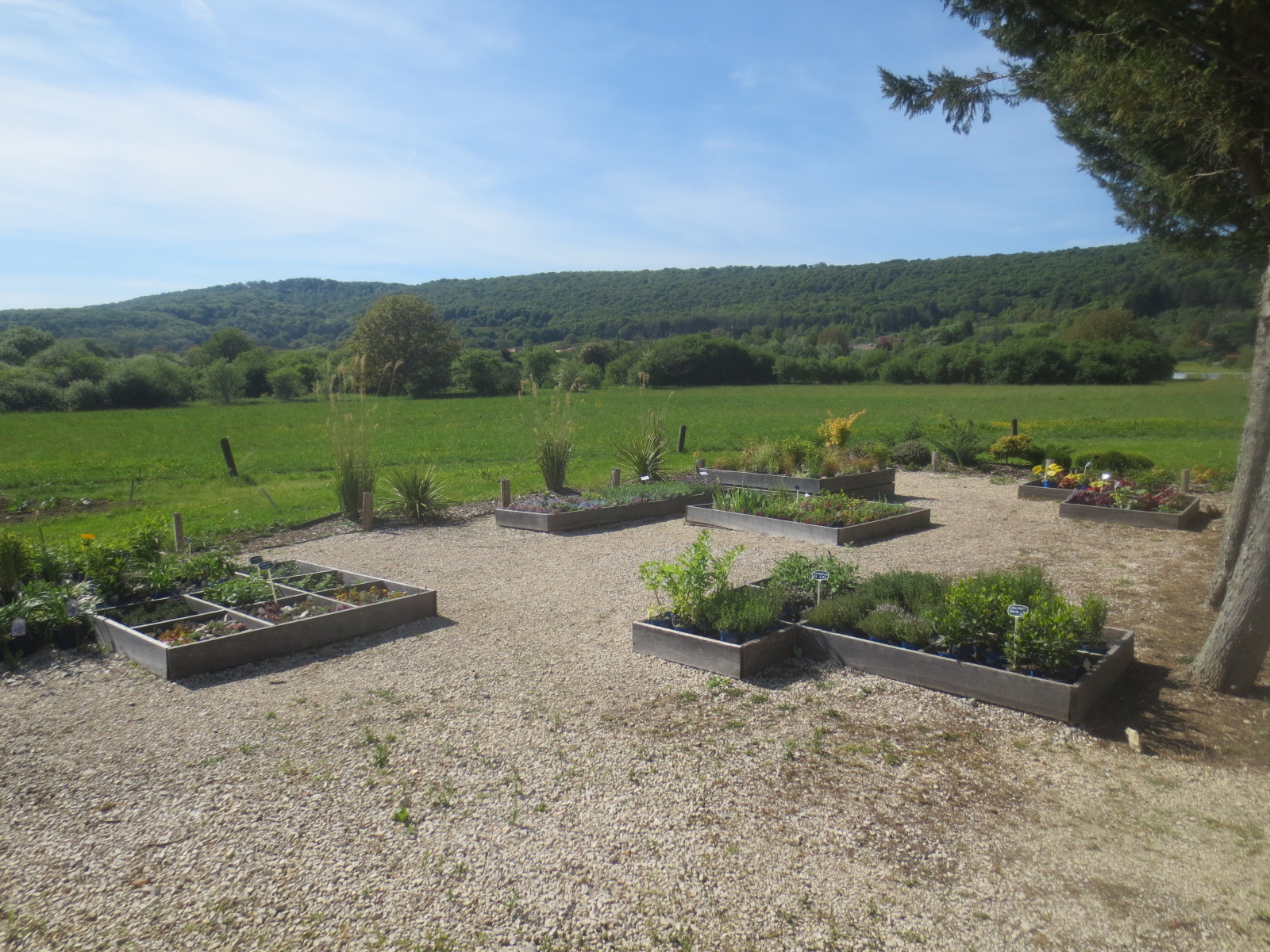

### Qualités et limites

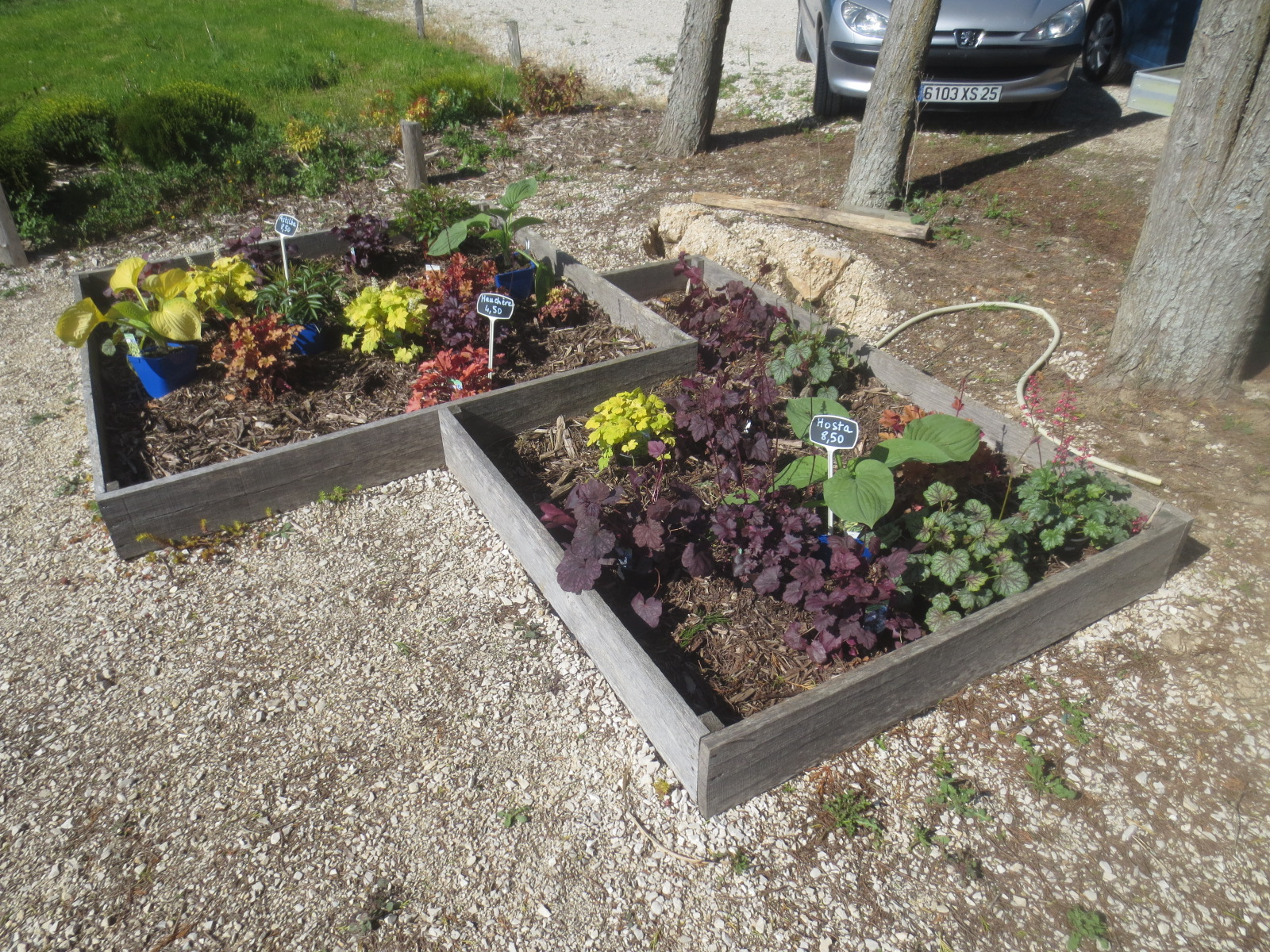

Le jardin en carrés est particulièrement bien adapté aux petites surfaces et permet une disposition esthétique des différents légumes et des fleurs. Il s’avère pratique pour cultiver plusieurs variétés de légumes en petites quantités à titre de loisir,. Cependant, certaines plantes sont trop encombrantes (artichaut, pomme de terre…), trop envahissantes (menthe...) ou trop lentes dans leur croissance (choux de Bruxelles…) pour être adaptées à la culture en carrés. Une alternance des cultures sur chaque carré est à prévoir dans l'année. De par sa structure, le potager en carrés n'est pas adapté à la mécanisation, ni à la production en grande quantité.

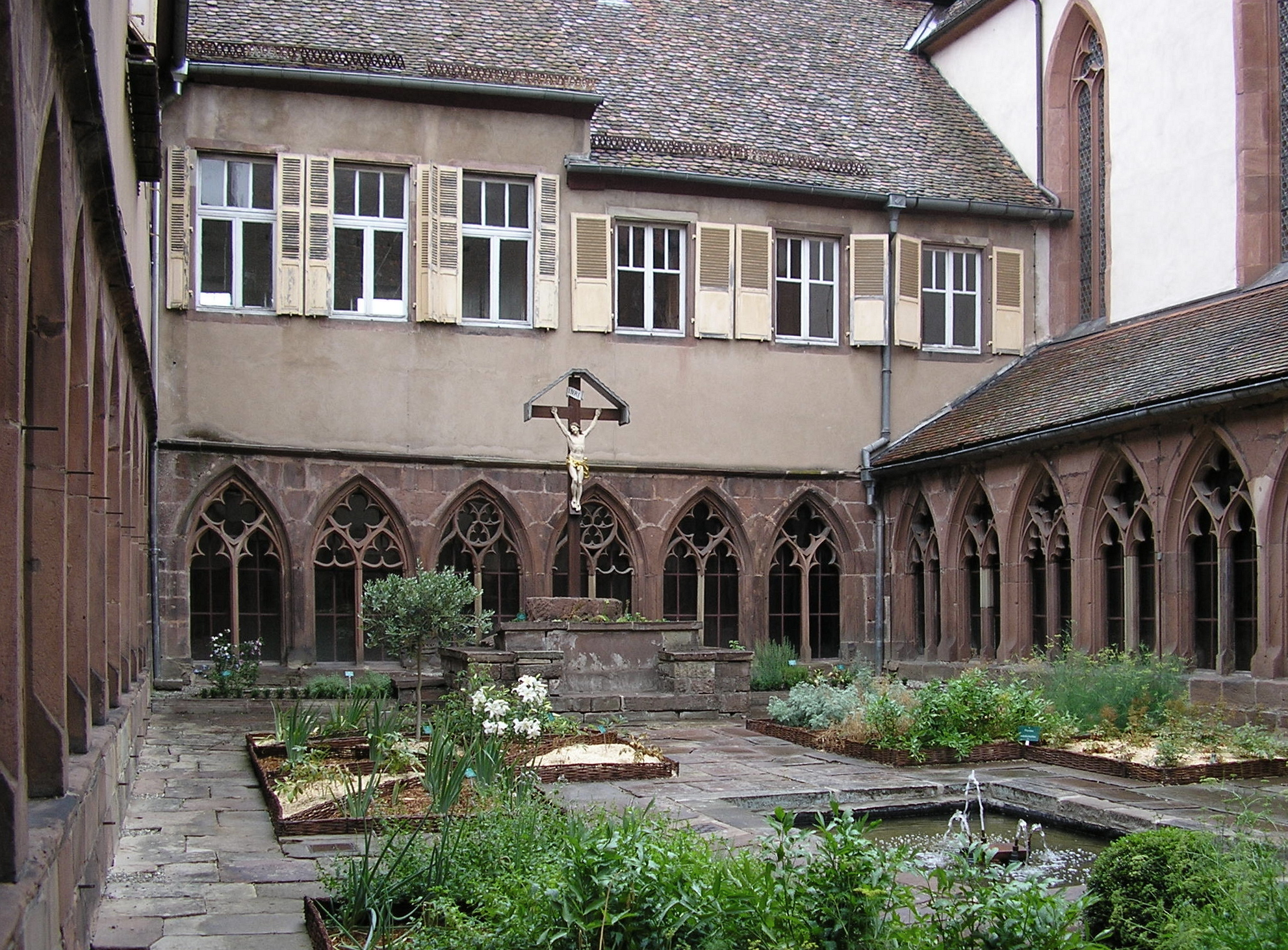
Jardin de curé et jardin médiéval de l'église et cloître des Récollets de Saverne en Alsace.

Il ne nécessite que peu de temps d’entretien : le désherbage peut être rapide au prorata de la surface et densification des cultures. Il est écologique : les besoins en fertilisants sont réduits ; la biodiversité régule le milieu pour éviter l’emploi d’insecticides ; l’apport d’eau est limité au strict nécessaire grâce à la délimitation des carrés,. Mais il faut cependant veiller soigneusement à l'arrosage, car la terre retient moins bien l'eau.

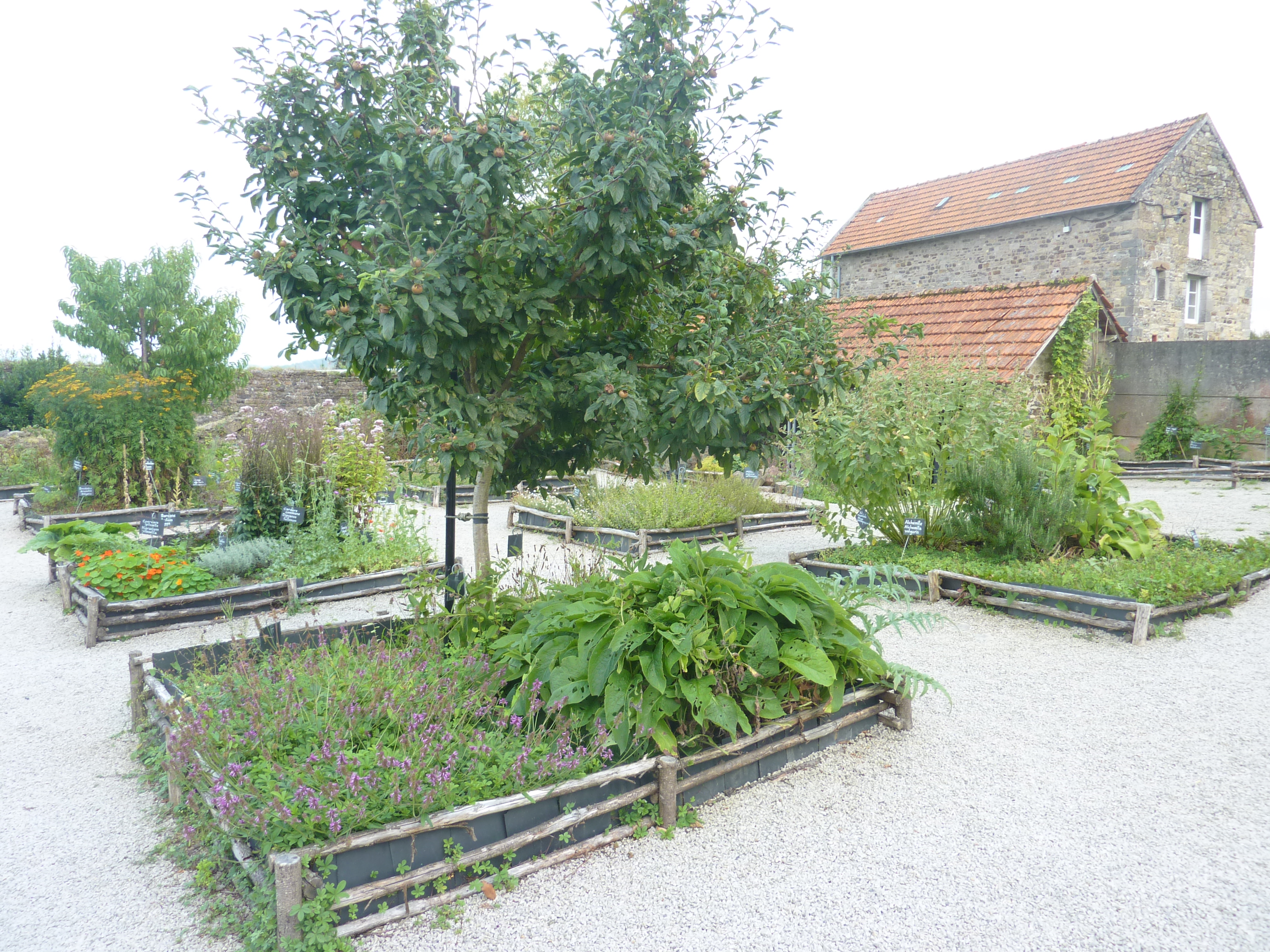
Jardin de curé et jardin médiéval de l'abbaye Saint-Guénolé de Landévennec en Bretagne.

Le potager en carrés permet de cultiver plus de 50 légumes et herbes aromatiques,. Bien que sa mise en pratique simplifie beaucoup les tâches d’entretien, elle implique quand même l’application de quelques notions et attentions particulières dont certaines relèvent tantôt de gestes spécifiques à cette méthode, tantôt de techniques issues du jardinage conventionnel.

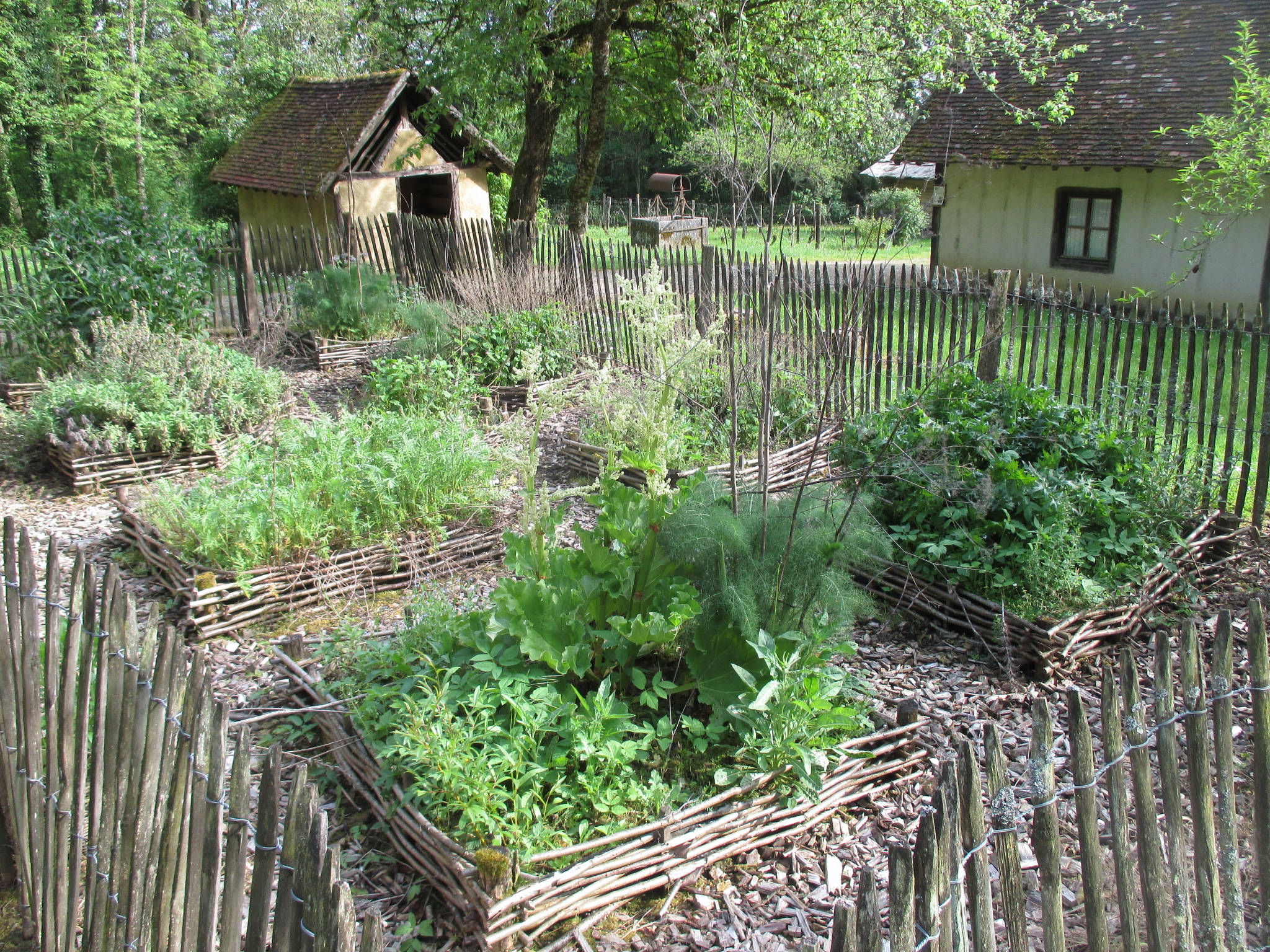
Jardin médiéval de la baraques du 14 de la forêt de Chaux, en Bourgogne-Franche-Comté.

Par sa surélévation de quelques centimètres à plusieurs dizaines de centimètres, il nécessite moins d’efforts physiques pour l’entretenir. Par sa taille réduite et sa variété, il est tout à fait approprié à la pratique des amateurs débutants et des loisirs. 